# 皮膚と心 (短編集)
『皮膚と心』（ひふとこころ）は、太宰治の短編小説集。
1940年（昭和15年）4月20日、竹村書房より刊行された。
1992年（平成4年）6月19日、日本近代文学館より「名著初版本複刻太宰治文学館」シリーズの一冊として当時の体裁どおりに復刊された。
2014年（平成26年）11月7日、本書の電子書籍版がITmediaより発売された。

## 内容
|    | タイトル         | 初出                      | 備考                                       |
| -- | ---------------- | ------------------------- | ------------------------------------------ |
| 1  | 俗天使           | 『新潮』1940年1月号       |                                            |
| 2  | 葉桜と魔笛       | 『若草』1939年6月号       | のちに『女性』に再録された。               |
| 3  | 美少女           | 『月刊文章』1939年10月号  |                                            |
| 4  | 畜犬談           | 『文学者』1939年10月号    | のちに『風の便り』と『玩具』に再録された。 |
| 5  | 兄たち           | 『婦人画報』1940年1月号   | 雑誌掲載時のタイトルは「美しい兄たち」。   |
| 6  | おしゃれ童子     | 『婦人画報』1939年11月号  |                                            |
| 7  | 八十八夜         | 『新潮』1939年8月号       |                                            |
| 8  | ア、秋           | 『若草』1939年10月号      |                                            |
| 9  | 女人訓戒         | 『作品倶楽部』1940年1月号 | 雑誌掲載時のタイトルは「短片集」。         |
| 10 | 座興に非ず       | 『文学者』1939年9月号     |                                            |
| 11 | デカダン抗議     | 『文藝世紀』1939年10月号  |                                            |
| 12 | 皮膚と心         | 『文學界』1939年11月号    | のちに『女性』と『玩具』に再録された。     |
| 13 | 鷗               | 『知性』1940年1月号       | のちに『風の便り』に再録された。           |
| 14 | 老ハイデルベルヒ | 『婦人画報』1940年3月号   |                                            |